# Tanzaniphanes parallelus
Tanzaniphanes parallelus là một loài bọ cánh cứng trong họ Cerambycidae.